# مكالمة فائتة (فلم 2003)
مكالمة فائتة (باليابانية: 着信アリ) هو فيلم رعب تم إنتاجه في اليابان وصدر سنة 2003 بطولة كو شيباساكي ورنجي إيشيباشي.

## ملخص القصة
يبدأ الناس في ظروف غامضة في تلقي رسائل البريد الصوتي من أنفسهم في المستقبل ، متنبئين بموتهم.

## الميزانية والإيرادات
كلف الفيلم 1.7 مليون دولار وحقق أرباح تقدر بـ 16.2 مليون دولار.

## روابط خارجية
- مقالات تستعمل روابط فنية بلا صلة مع ويكي بيانات